# Hyperolius koehleri
Espèce
Synonymes
- Chlorolius koehleri (Mertens, 1940)

Statut de conservation UICN

 LC  : Préoccupation mineure
Hyperolius koehleri est une espèce d'amphibiens de la famille des Hyperoliidae.

## Répartition
Cette espèce se rencontre :
- dans l'extrême Sud-Est du Nigeria ;
- dans le sud-ouest du Cameroun ;
- dans le nord du Gabon.

Sa présence est incertaine en Guinée équatoriale et dans l'est de la République du Congo.

## Étymologie
Cette espèce est nommée en l'honneur de Max Köhler.

## Publication originale
- Mertens, 1940 : Amphibien aus Kamerun gesammelt von M. Köhler und Dr. H. Graf. Senckenbergiana Biologica, vol. 22, p. 103-135.